# Cyrtopholis jamaicola
Espèce
Cyrtopholis jamaicola est une espèce d'araignées mygalomorphes de la famille des Theraphosidae.

## Distribution
Cette espèce est endémique de Jamaïque.

## Étymologie
Son nom d'espèce lui a été donné en référence au lieu de sa découverte, la Jamaïque.

## Publication originale
- Strand, 1908 : Diagnosen neuer aussereuropäischer Spinnen. Zoologische Anzeiger, vol. 32, p. 769-773 (texte intégral).